# Kamensko (Trilj)
Kamensko je naselje na granici s Bosnom i Hercegovinom, u zaleđu Trilja. Obližnja naselja su Tijarica i Aržano. Naselje obuhvaća zaseoke ili dijelove naselja: Brčić, Krolo, Matić i Tabak.

## Stanovništvo
Apsolutno većinsko i jedino autohtono stanovništvo ovog sela su Hrvati, a većina stanovništva izjasnila se kao pripadnici Rimokatoličke crkve. 
Kamensko je nastalo otprilike prije tristotinjak godina. Uz sve nedaće i mukotrpni rad i život na ovim prostorima, je Kamensko tijekom tristotinjak godina naraslo u veće naselje tog dijela Cetinske krajine. Tako je između dva svjetska rata imalo oko stotinu domaćinstava i preko šesto stanovnika. No, pod utjecajem društvenih i ekonomskih okolnosti, nije moglo izdržati. 
Naselje Kamensko bilježi konstantan pad u broju stanovnika završetkom Drugog svjetskog rata. Kao razlozi opadanja broja stanovnika navode se teški uvjeti za život, dostupnost obrazovnih i zdravstvenih ustanova, cestovna izoliranost te odlazak mladih obitelji prema većim naseljima i inozemstvu radi lakšeg pronalaska različitih poslova te odumiranje starijeg autohtonog stanovništva. 
Po popisu stanovništva iz 2021. godine, naselje Kamensko bilježi 62 stanovnika. 
| broj stanovnika | 282   | 306   | 380   | 439   | 551   | 599   | 609   | 597   | 634   | 652   | 641   | 597   | 595   | 541   | 266   | 107   | 62    |
|                 | 1857. | 1869. | 1880. | 1890. | 1900. | 1910. | 1921. | 1931. | 1948. | 1953. | 1961. | 1971. | 1981. | 1991. | 2001. | 2011. | 2021. |

## Gospodarstvo
Područja oko Kamenska su naseljavana zbog iznimno dobrih i kvalitetnih pašnjaka za ovce i drugu stoku. Stanovništvo se nekada bavilo poljoprivredom i uzgojem stoke. Danas se sve više napuštaju ove djelatnosti.

## Povijest
Do 395. g. novoga vijeka tim su prostorima vladali Rimljani. Rimski car August Oktavijan, u prvoj je polovici starog vijeka dao izgraditi makadamski put iz pravca Muća, preko Trilja kroz teritorij današnjeg Kamenska preko istoku Hrvatske i dalje prema Hercegovini i Bosni do Panonske nizine. 
Selo je prema nekim donekle dostupnim, ali vrlo šturim podacima, nastalo prije tristotinjak godina.
Krajem 17. st. Započinje intenzivnije kretanje stočara iz Cetinske krajine prema pašnjacima na Kamešnici, a među njima se nalaze budući stanovnici Kamenskog: Tabaci, Krole, Brčići i Matići.
Međutim do početka 18.st. nikada se nije samostalno prikazivalo ili popisivalo nego kao dio Tijarice ili Aržanog. S gledišta državne vlasti, bilo je vezano za sudbinu antičkog gradića Trilja, koji je udaljen svega dvadesetak kilometara, dok u crkvenom pogledu, pripada Župi Tijarica od njenog osnivanja 1741 g.

## Poznati ljudi
Poznati ljudi iz Kamenskog:
- Fra Nikola Brčić, Petar i Mate Brčić te dva brata Nikolica Matić i knez Jerolin, svi borci protiv Turaka.

## Vanjske poveznice
1. ↑  Registar prostornih jedinica Državne geodetske uprave Republike Hrvatske. Wikidata Q119585703
2. ↑  Popis stanovništva, kućanstava i stanova 2021. – stanovništvo prema starosti i spolu po naseljima (hrvatski i engleski). Državni zavod za statistiku. 22. rujna 2022. Wikidata Q118496886
3. ↑  Naselje i odredišni poštanski ured. Hrvatska pošta. Pristupljeno 3. siječnja 2022.

- Najpopularnija imena i prezimena u Kamensku kraj Sinja - DANAS